# Kolding - et Centrum for Brunkuls Transporterne
|  | Denne artikel er oprettet af botten Steenthbot ud fra en ekstern database. Den kan derfor have sproglige fejl eller mangler. Denne skabelon kan fjernes efter kontrol af indholdet. |

Kolding - et Centrum for Brunkuls Transporterne er en dansk dokumentarisk optagelse fra 1942.

## Handling
Om brunkulsproduktion under krigen. Optagelser fra Tuxen og Hagemanns kulplads i Kolding Havn, hvor et skib lastes med brunkul. Det københavnske firma var en overgang Danmarks største brunkulsfirma. En delegation, sandsynligvis fra Tuxen og Hagemann, tager på udflugt med Troldhedebanen til brunkulslejrene. I løbet af turen besøger deltagerne Kjærhedelejet. Frokosten bliver indtaget på en restaurant i Sdr. Felding, inden turen går retur mod Kolding. En del af optagelserne indgår også i Danmarks skjulte reserver.